# Предложение (экономика)

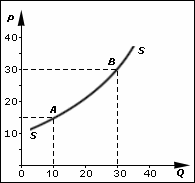
Кривая предложения.

Предложе́ние (англ. supply) — понятие, отражающее поведение товаропроизводителя на рынке, его готовность произвести (предложить) какое-либо количество товара и услуг за определённый период времени при определённых условиях.

## Определение
Согласно К. Р. Макконнеллу и С. Л. Брю предложение — шкала, показывающая количество товара или услуги, которые продавцы предлагают к продаже на рынке по разным ценам в течение определенного периода времени.
Объём предложения (объём выпуска) — количество товара, которое готов предложить товаропроизводитель (предприятие, фирма) по определённой цене за определённый период времени при прочих равных условиях.
Величина предложения — количество товара или услуги, которое имеется в продаже при определённой цене в определённое время.

## Индивидуальное и общее предложение
Можно рассматривать как индивидуальное предложение (предложение конкретного продавца), так и общую величину предложения (предложение всех продавцов, присутствующих на рынке). В экономике изучается, в основном, общая величина предложения на какой-либо товар или услугу.

## Закон предложения
Закон предложения — прямая зависимость между ценой и величиной предложения товара или услуги в течение определённого периода.
Повышение цен приводит к получению дополнительной прибыли, позволяя производителю расширить производство, привлекает новых производителей на рынок.
Производитель решает задачу: сколько товара производить при данной цене. Понимая что:
- Чем выше цена, тем выше предложение.
- Чем ниже цена, тем ниже предложение.

## Кривая предложения
Кривая предложения — кривая, показывающая количество товара или услуги, которые продавцы предлагают к продаже на рынке по разным ценам в течение определенного периода времени.

## Детерминанты предложения
Факторы, приводящие к изменению в предложении, к смещению кривой предложения:
1. изменение ресурсных цен, в себестоимости сырья или производства (повышение себестоимости приводит к снижению предложения);
2. изменение технологии, создание более эффективных производств, которые увеличивают предложение продукта;
3. изменение цен на другие, в том числе и на взаимозаменяемые товары;
4. изменение налогов и дотаций (рост налогов ведет к росту затрат, что уменьшает предложение, и наоборот);
5. перспективы ожидания (ожидание повышения цен — предложение снижается; ожидание снижения цен — предложение увеличивается);
6. изменение количества поставщиков и товаропроизводителей.

## Изменение в предложении
Детерминанты предложения смещают кривую предложения, увеличение предложения смещают вправо, уменьшение предложения смещают кривую влево.

## Изменение величины предложения
Изменение величины предложения означает передвижение с одной точки на другую точку на кривой предложения. Фактором изменения величины предложения, перемещения по кривой предложения является изменение цены на рассматриваемый продукт. Величина предложения характеризует количество товаров и услуг, которое производитель желает и может, способен продать по данной цене в определённый период времени. Величина предложения зависит от цены, но на предложение влияют и многие другие, так называемые неценовые, факторы.

## Эластичность предложения
Факторы, от которых зависит эластичность предложения:
- особенности производственного процесса (позволяет производителю расширить производство товара при повышении цены на него или переключиться на выпуск другого товара при снижении цен)
- временной фактор (производитель не в состоянии быстро реагировать на изменения цен на рынке)
- способность данного товара к длительному хранению.